# Castilleja mexicana
Castilleja mexicana là loài thực vật có hoa thuộc họ Cỏ chổi. Loài này được (Hemsl.) A.Gray mô tả khoa học đầu tiên năm 1886.